# Гоце Николовски
Гоце Николовски (Скопље 1947 — Скопље, 16. децембар 2006) био је један од најпознатијих македонских певача, а прославио се хитом „Бисер Балкански“ из 1990. године.

## Каријера
Гоце (Георги) Николовски је с почетка каријере певао шлагере који ће постати евергрин, песму Тивко тивко, за коју је музику написао Славе Димитров, а текст Драгољуб Димовски, та песма је постала радијски хит. Затим је прешао у воде етно и народне музике са хитом „Бисер Балкански“ освојио прву награду на Фолклорном фестивалу Валандово 1990, где су се такмичили певачи из бивше Југославије. Његова песма је постала врло популарна широм Македоније, и редовно је слушана у радијском програму. Учествује 1992. године на фестивалу у Канбери са албумом „Од мајка нема помила“. Године 1993. учествује на Серенада фесту са песмом Мојата серенада, аутора Миодрага Божиновског.
Са годинама повукао се са музичких бина.
Гоце Николовски је музичку каријеру започео крајем шездесетих и почетком седамдесетих година двадесетог века у Нишу.
Био је певач једне од легендарних нишких група, чувених Далтона.
Детаљ који је можда мало познат јесте његова изузетна хуманост. Наиме, Гоце Николовски је учествовао активно у спашавању једног младог живота: спречио је покушај самоубиства младе девојке са врха солитера наочиглед великог броја Нишлија.

## Дискографија
- Рука од сна - Врађам се понекад у прошлост-Петак-Волим нашу истину (Далтони, вокални солиста Гоце Николовски, ЈУГОТОН, Загреб, 1968)[2]
- Воли ме-Срце је циганин (1971.)
- Биђеш моја - Животе мој (1972.)
- Анка, Анкице - Пољубаца сто (1973.)
- Таква си ти - Тивко, Тивко (1974.)[3]

## Албуми
- "Гоце Николовски"  (1986.)
- "Големи хитови Бисер Балкански" (1994.)
- "Бисер Балкански" (1994.)[3]

## Фестивали
Schlagerfestival Der Freundshaft:
- Nachts werde ich poet (Песник постајем ноћу), '69

Београдско пролеће:
- Толико љубави, '71
- Само ти, '72

Скопље:
- Дојди, '71
- Тивко, тивко, победничка песма (поделио прво место са Нином Спировом), '73
- Таква си ти, '76

Опатија:
- Таква си ти, '74

Фолк фест Валандово:
- Ино моме, веселино, награда стручног жирија, '85
- Немој песно да ме лажеш, '86
- Дајте ми ја, '87
- Дел си од мене, '88
- Ангелина, '89
- Бисер Балкански, прва награда, '90
- Запејте сите ангели, '91
- Молитва за неа, '93
- Како Пиреј, '94

Серенада фест:
- Мојата серенада, '93

## Смрт
Дана 16. децембра 2006. у 22 часа, комшије Гоцета Николовског чуле су пуцањ. Полиција је провалила у његов закључан стан тек у 3 ујутро и приликом тога нашли су беживотно тело 59. годишњег Гоцета Николовског. Наводно је починио самоубиство (пуцњем у главу). Оставио је опроштајно писмо својој породици. Гоце ја за собом оставио ћерку (живи у Србији) и сина.